# Kore de Frasiclea
La Kore de Frasiclea es una estatua funeraria griega arcaica del artista Aristión de Paros, creada entre 550 y 540 a. C. Fue hallada cuidadosamente enterrada en la antigua ciudad de Mirrinunte (la actual Merenda) en el Ática y excavada en 1972. La excepcional conservación de la estatua y la naturaleza intacta de los elementos de policromía hacen de la Kore una de las obras más importantes de la escultura griega arcaica.

## Historia
La Frasiclea y las korai áticas son las estatuas del siglo VI a. C.. mejor conservadas que existen. Representan un tipo de estatua femenina arcaica destinada específicamente a un uso funerario.
Es una estatua de mármol de Paros que presenta una destacada policromía, como se aprecia en el cabello y el vestido. Se cree que la piel se cubrió con un tipo de goma arábiga para darle un aspecto realista. Esta práctica también se observa en la misma época, utilizada en los sarcófagos de las momias egipcias.
Su conservación tuvo tanto éxito porque fue enterrada en una "fosa diseñada a medida". Se cree que las circunstancias del entierro se debieron al regreso del tirano Pisístrato. Como estaba consolidando el poder político sobre Atenas, a su regreso a la ciudad él y sus seguidores trataron de expulsar de la ciudad a cualquier familia que no estuviera de acuerdo con su autoridad. Los eruditos creen que la familia  de los alcmeónidas de Atenas fue la responsable de encargar la escultura y de su posterior entierro. La frescura de la estatua indica que esta poderosa familia aún lloraba a la joven cuando Pisístrato regresó a Atenas. Esto se ve corroborado por la ausencia de mutilaciones en la Kore. Además, el antiguo orador griego Isócrates dejó constancia de que los seguidores de Pisístrato «no sólo demolieron las casas de los alcmeónidas, sino que incluso abrieron sus tumbas».

## Etimología
El nombre Frasiclea deriva de la palabra griega arcaica "kléos", que significa "fama". La palabra era importante para la cultura griega arcaica y tenía un significado significativo para la familia alcmeónida. Evidentemente, parte de una tradición familiar de los alcmeónidas consistía en otorgar nombres de pila derivados de kléos. Esto se repite de generación en generación, incluidos los nombres Megaklês, que significa gran fama, Kleisthénēs, que significa fama-fuerte, y Periklês, que significa amplia fama.

## Inscripción

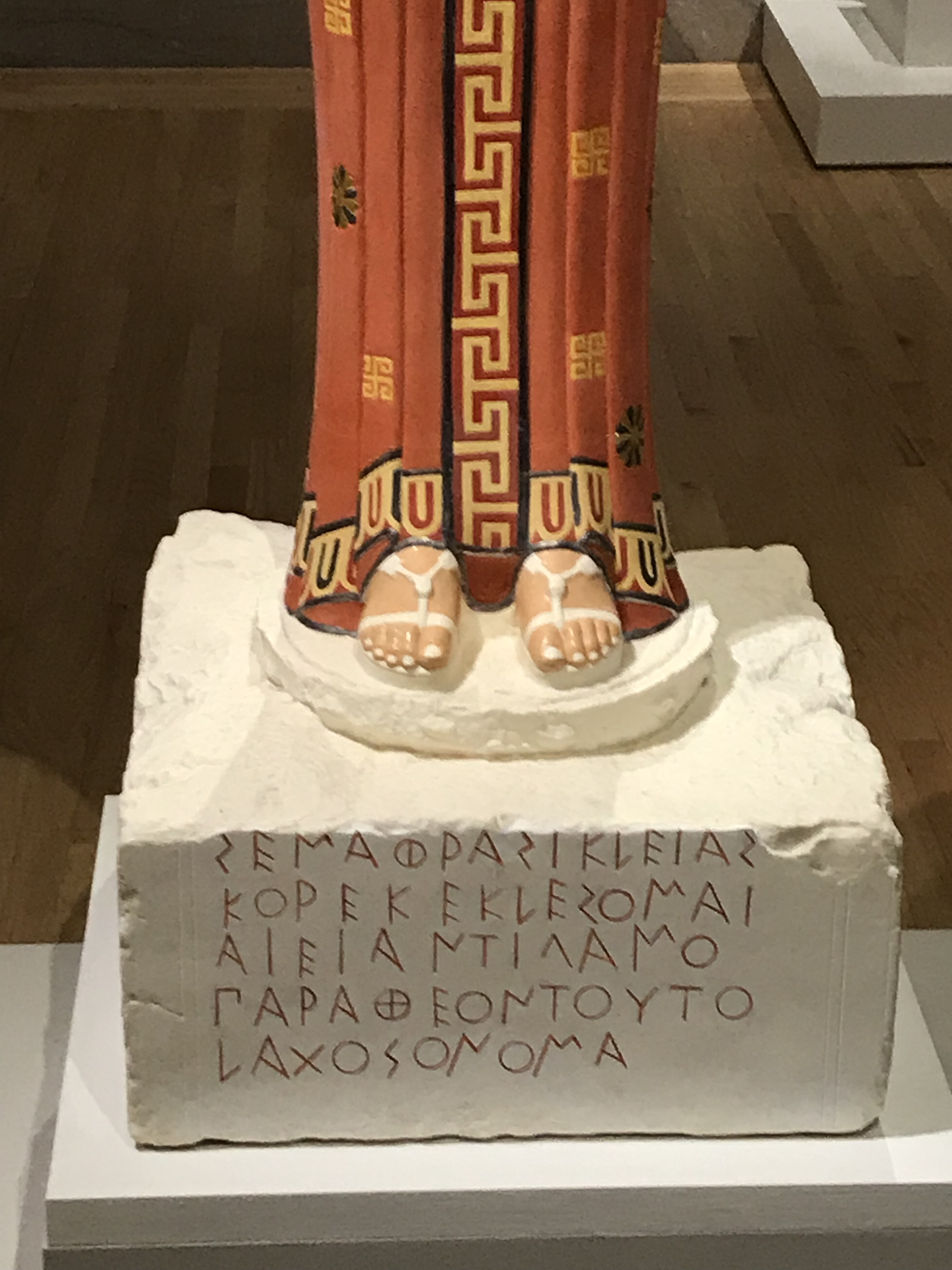
Inscripción en el frente.

Michel Fourmont, que visitó Grecia en los años 1729-1730, describió un bloque de mármol con una inscripción que se encontró en la iglesia de Panagia (Todos los Santos) de Merenda. La inscripción había quedado ilegible antes de ser utilizada en la iglesia, pero pudo reconstruirse.

### Inscripción frontal

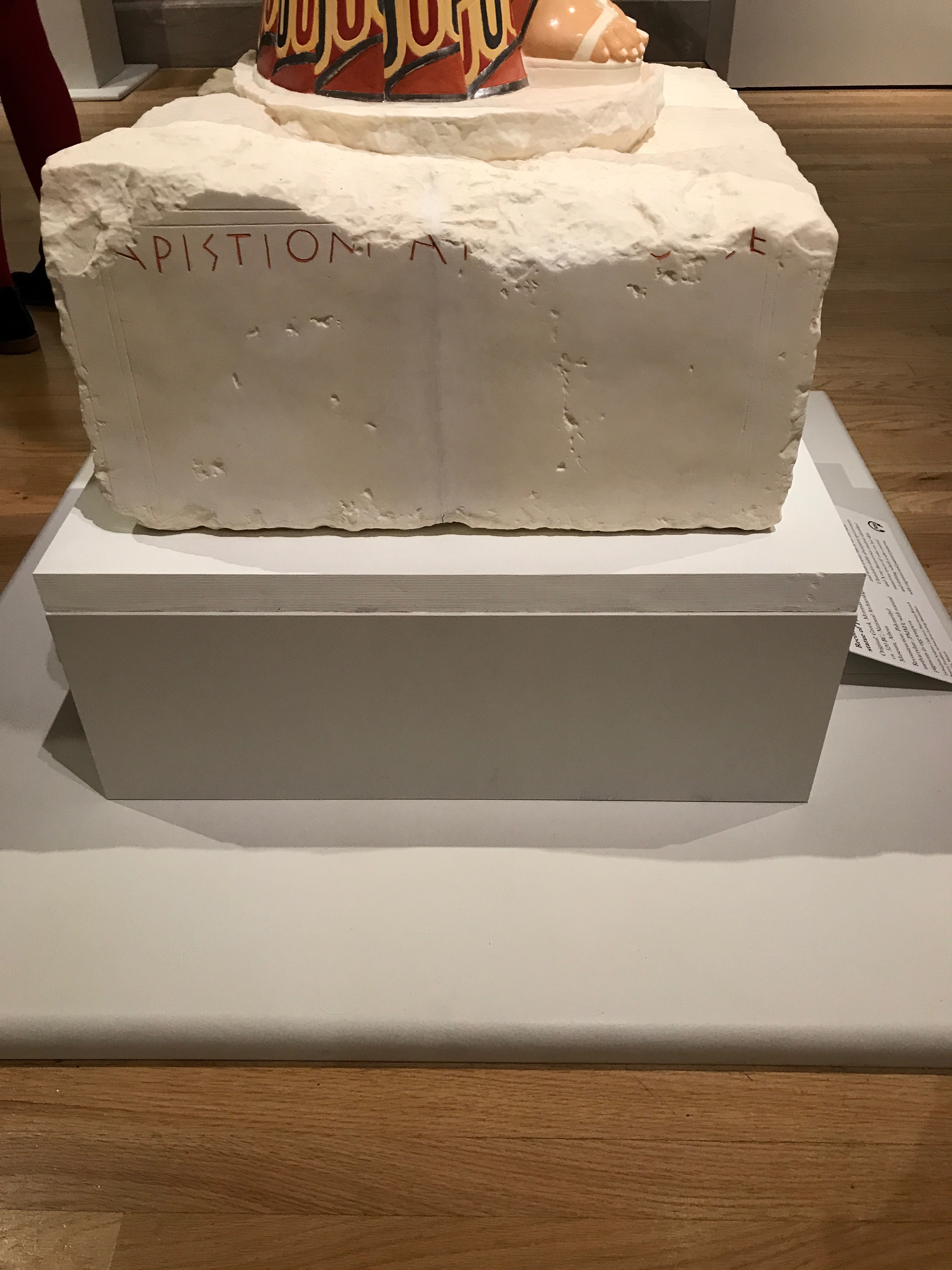
Inscripción de Aristión de Paros en la Kore de Frasiclea (lado izquierdo).

| Griego                                                               | Griego                                                                            | Español                                                                                             |
| -------------------------------------------------------------------- | --------------------------------------------------------------------------------- | --------------------------------------------------------------------------------------------------- |
| ΣΕΜΑΦΡΑΣΙΚΛΕΙΑΣ ΚΟΡΕΚΕΚΛΕΣΟΜΑΙ ΑΙΕΙΑΝΤΙΓΑΜΟ ΠΑΡΑΘΕΟΝΤΟΥΤΟ ΛΑΧΟΣΟΝΟΜΑ | Σῆμα Φρασικλείας. Κόρη κεκλήσομαι αἰεί, ἀντὶ γάμου παρὰ θεῶν τοῦτο λάχουσ' ὄνομα. | Tumba de Frasiclea. Siempre me llamarán Niña porque he recibido ese nombre en lugar del matrimonio. |

### Inscripción en el lado izquierdo
| Griego                     | Griego                         | Español                   |
| -------------------------- | ------------------------------ | ------------------------- |
| ΑΡΙΣΤΙΟΝΠΑΡΙ[ΟΣΜΕΠ]Ο[ΙΕ]ΣΕ | Ἀριστίων Πάρι[ος μ' ἐπ]ο[ίη]σε | Aristión de Paros me hizo |

En 1968, la base de la columna fue retirada y depositada en el Museo Epigráfico de Atenas, y después en le Museo Arqueológico de Atenas durante muchos años. En 1972, el arqueólogo Efthymios Mastrokostas descubrió dos estatuas de mármol en las tumbas de Mirrinunte, el Kuros (NAMA 4890) y la Kore de Frasiclea. Las dos esculturas coincidían con la inscripción hallada en los bloques, descubiertos en la iglesia de Panagia, situada a solo 200 metros de donde se excavaron las estatuas. Las  dos estatuas estaban en una fosa, seguramente enterradas cuando el ejército aqueménida invadió Ática en el 480 a. C.
En la parte inferior de las estatuas se descubrió un anillo irregular de plomo; basándose en esta masa de plomo se hizo una comparación entre las estatuas y el bloque de mármol. La comparación determinó que el anillo de plomo encajaba perfectamente en la base de mármol descubierta por Fourmont que aseguraba el plinto de la kore, confirmando la conexión entre ambas. La Kore de Frasiclea y el zócalo se reunieron después de 25 años, y también se confirmó que la estatua había sido realizada por el artista Aristión de Paros. Apenas hay estatuas en los que se conservan ambas piezas como en la tumba de Frasiclea.
Antes de esta unión, Aristión de Paros era conocido por una serie de inscripciones, pero nunca se había asociado oficialmente a él una obra singular. El epigrama hallado en la base de mármol que lo identificaba puede ser el ejemplo ático más antiguo que se conserva de una inscripción estéquedon, estilo de texto en el que las letras están espaciadas uniformemente y alineadas tanto vertical como horizontalmente.
La estatua se encuentra actualmente en el Museo Arqueológico Nacional de Atenas y se expone en la sala 11, número de inventario 4889.

## Descripción

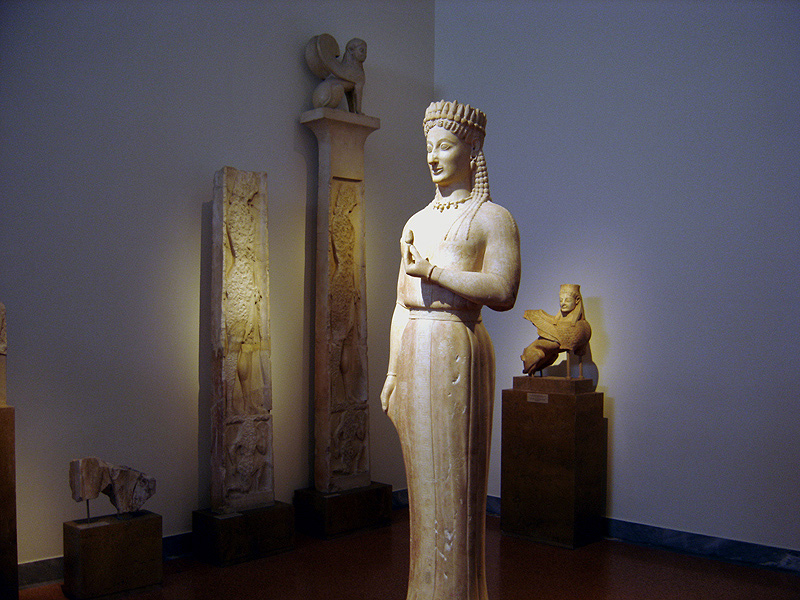
La Kore Frasiclea en su instalación actual.

La estatua de mármol de Paros que se halló casi completa,— sin  el brazo izquierdo que está roto desde la muñeca—, que puede verse de frente, tiene una altura de 2,115 metros con basa, se alza sobre un plinto de 26 centímetros de altura. Sin la basa, la escultura tiene una altura de 1,79 metros y es, por tanto, aproximadamente de tamaño natural. Como sugiere la inscripción, se trata de una joven que murió soltera, por lo que siempre se la denominará niña. Está de pie y viste un quitón largo decorado con rosetas, estrellas y esvásticas; una ancha banda decorada con grecas recorre de arriba abajo la parte delantera de su cuerpo. En la parte inferior, la túnica está decorada con hojas de colores. Lleva un cinturón adornado alrededor de las caderas.  Se le ven la parte delantera de los pies y las sandalias. Deja colgar el brazo derecho y sujeta el quitón con la mano. El brazo izquierdo está doblado delante del pecho y en la mano sostiene una flor de loto aún cerrada. En la cabeza lleva una corona alta de flores, en parte de loto. En el cuello lleva un collar, pendientes en las orejas y una pulsera en cada brazo. El pelo largo, rizado y de múltiples mechones, elaboradamente diseñado, le cae en parte por detrás de la espalda y en parte hacia delante, desde los hombros hasta el pecho. El pelo de la cabeza es ondulado, no trenzado. Se reconocen restos de la pintura anterior. En varios lugares del quitón hay pintura roja.

## Simbolismo
Según Svenbro, puede estar inspirada en la diosa Hestia. Tal y como se define en el Himno homérico a Afrodita, se hace referencia explícita a Hestia como kúrē, que jura permanecer virgen para siempre. El himno afirma que Hestia fue llamada por Zeus para ser honrada como un diosa, en lugar de permanecer en la tierra para casarse. Prueba de ello es el epigrama de la Kore de Frasiclea; «Kore (doncella) he de ser llamada siempre; en lugar de matrimonio, por los dioses este nombre se convirtió en mi destino».

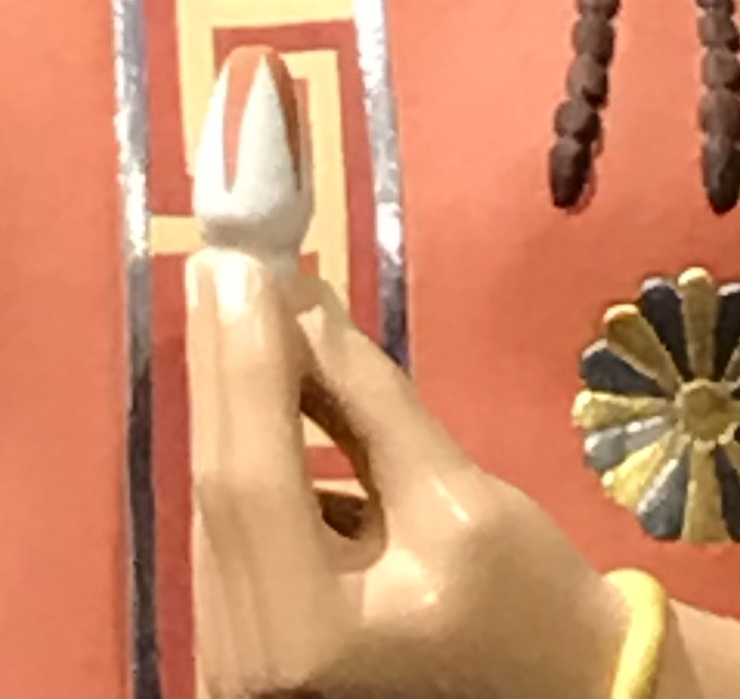
Capullo de flor de loto en la mano izquierda.

El loto, que se repite en la corona de Frasicleas y sostiene en su mano izquierda, es un símbolo funerario egipcio utilizado por los griegos. Habría sido costumbre adornar al difunto con una corona floral, como la que se ve en esta estatua. La corona de loto que lleva la estatua puede tener un doble significado: la forma redonda, con los capullos de loto en forma de lanza que componen la corona, puede hacer referencia a las puertas del inframundo.> El loto no solo se usa en la corona, sino que también se sostiene en la mano de la kore; se cree que representa a Frasiclea: «arrancada antes de que pudiera florecer», en representación de su condición de mujer virgen y soltera en el momento de su muerte.

## Función
La función principal de la Kore de Frasiclea era la de estatua funeraria u ofrenda votiva. En este caso, marcaba la tumba de una muchacha que murió soltera. Así lo confirma la inscripción de su pedestal, además del simbolismo de las joyas, el peplo y la flor de loto utilizados en la estatua.

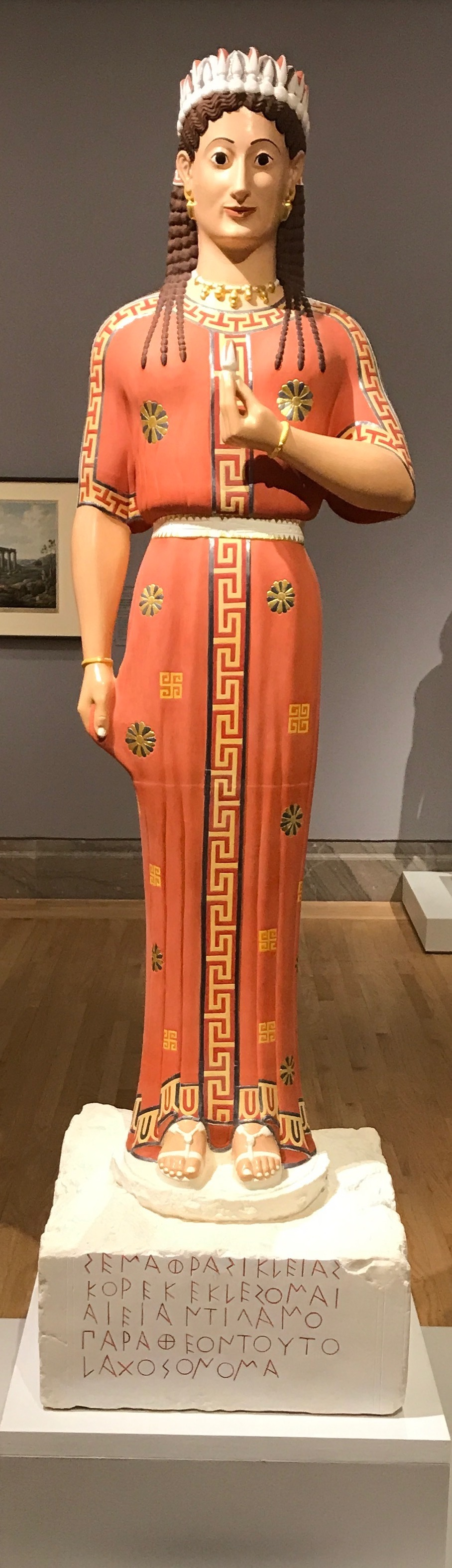
Restauración de policromía completa de la estatua, expuesta en la exposición Gods in Color en la Legion of Honor, San Francisco, CA (2017).

## Policromía
Una reconstrucción de la policromía de la Kore muestra un impresionante uso de once pigmentos rojos, amarillos, negros y blancos diferentes. Solo el color de su piel utiliza una mezcla de plomo blanco, ocre rojo y ámbar marrón claro para lograr una calidad mimética. Además, la estatua está adornada con apliques de oro y plomo.
Se ha realizado una posible recreación de la estatua mediante la reconstrucción de Brinkmann reflejando el pigmento visible existente que queda en la estatua y con la ayuda de tecnología como la espectrometría de absorción ultravioleta-visual y el análisis de fluorescencia de rayos X  para detectar rastros de color, grabados y motivos pintados.

## Galería

Varios ángulos y primeros planos
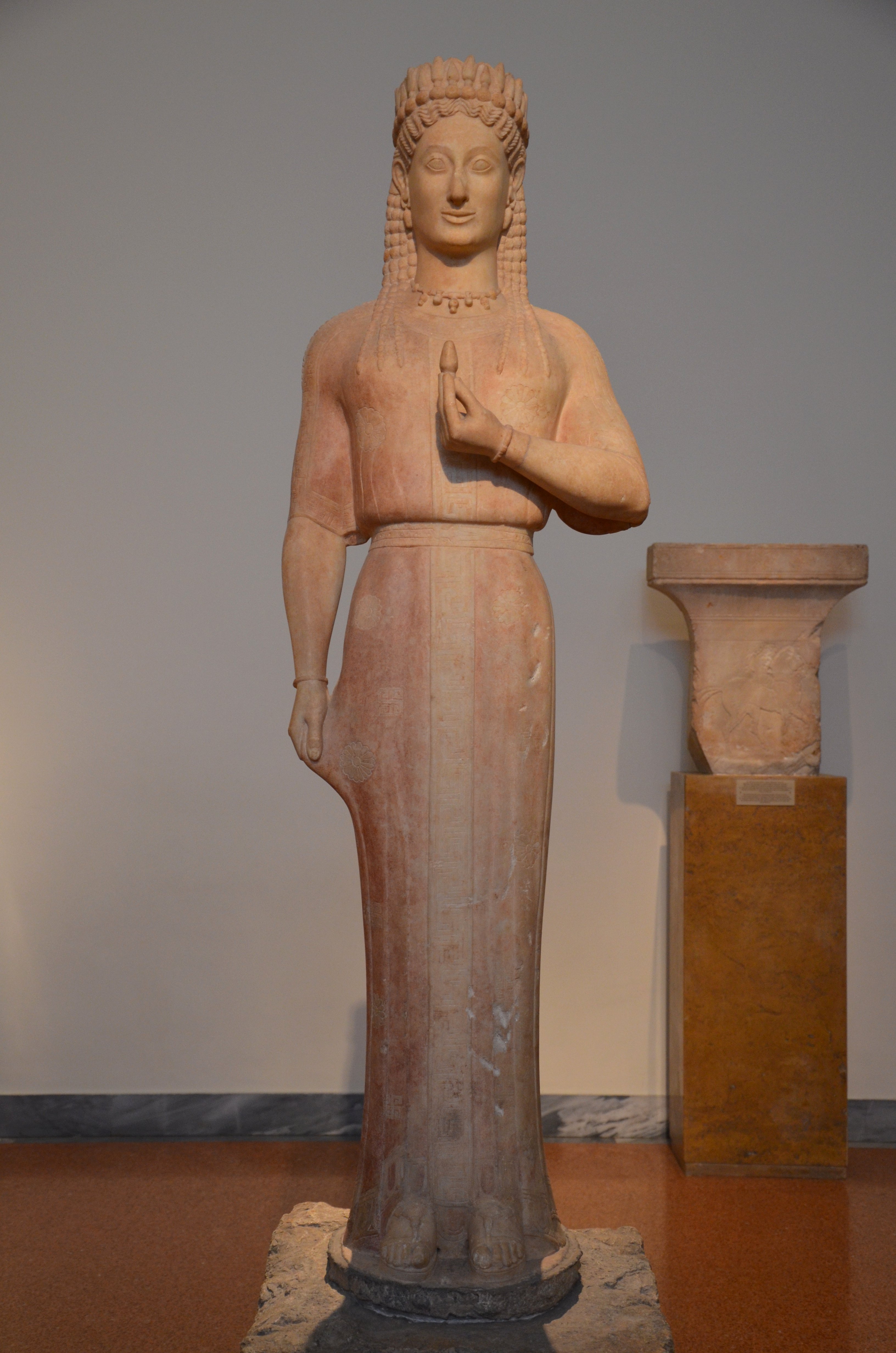
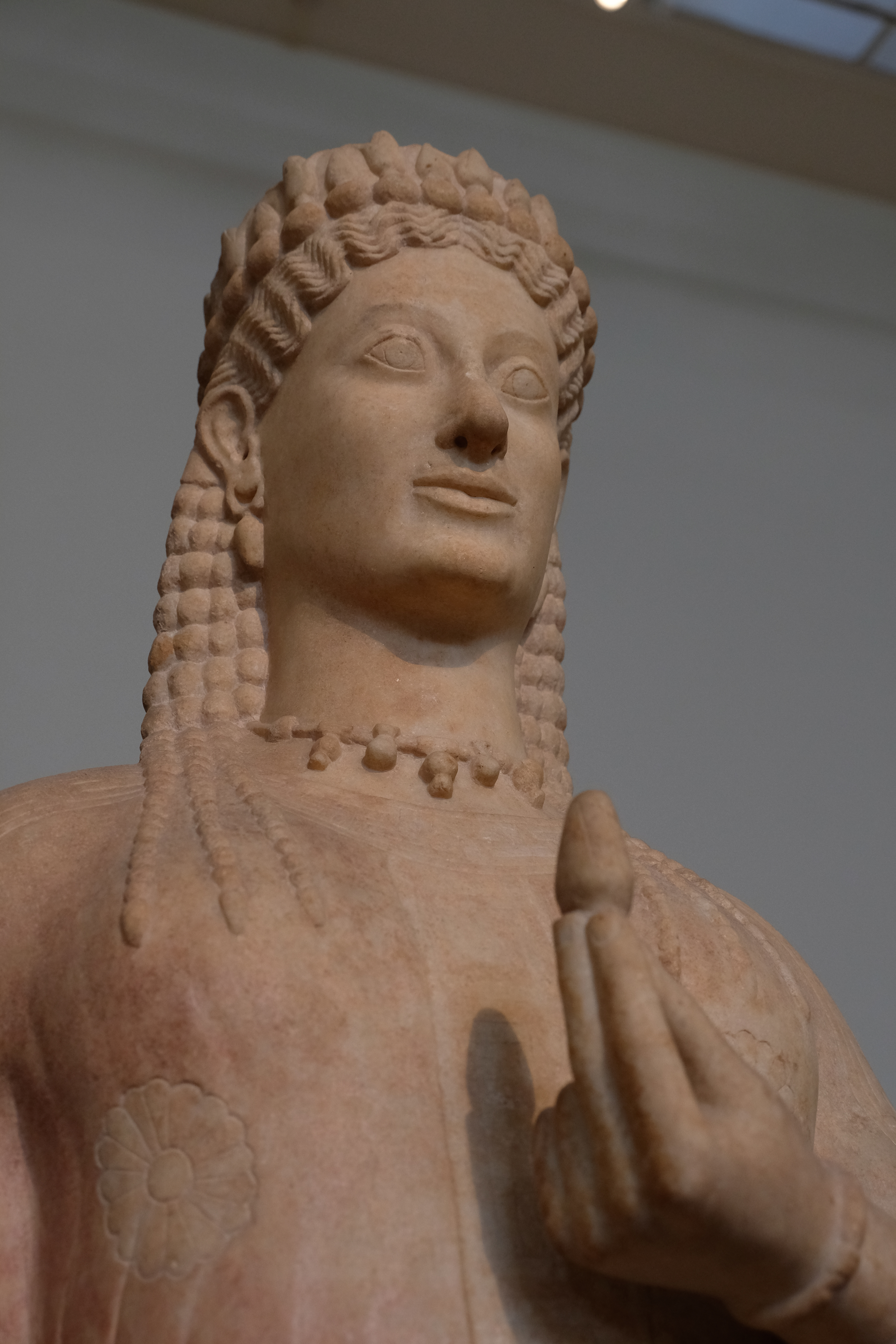
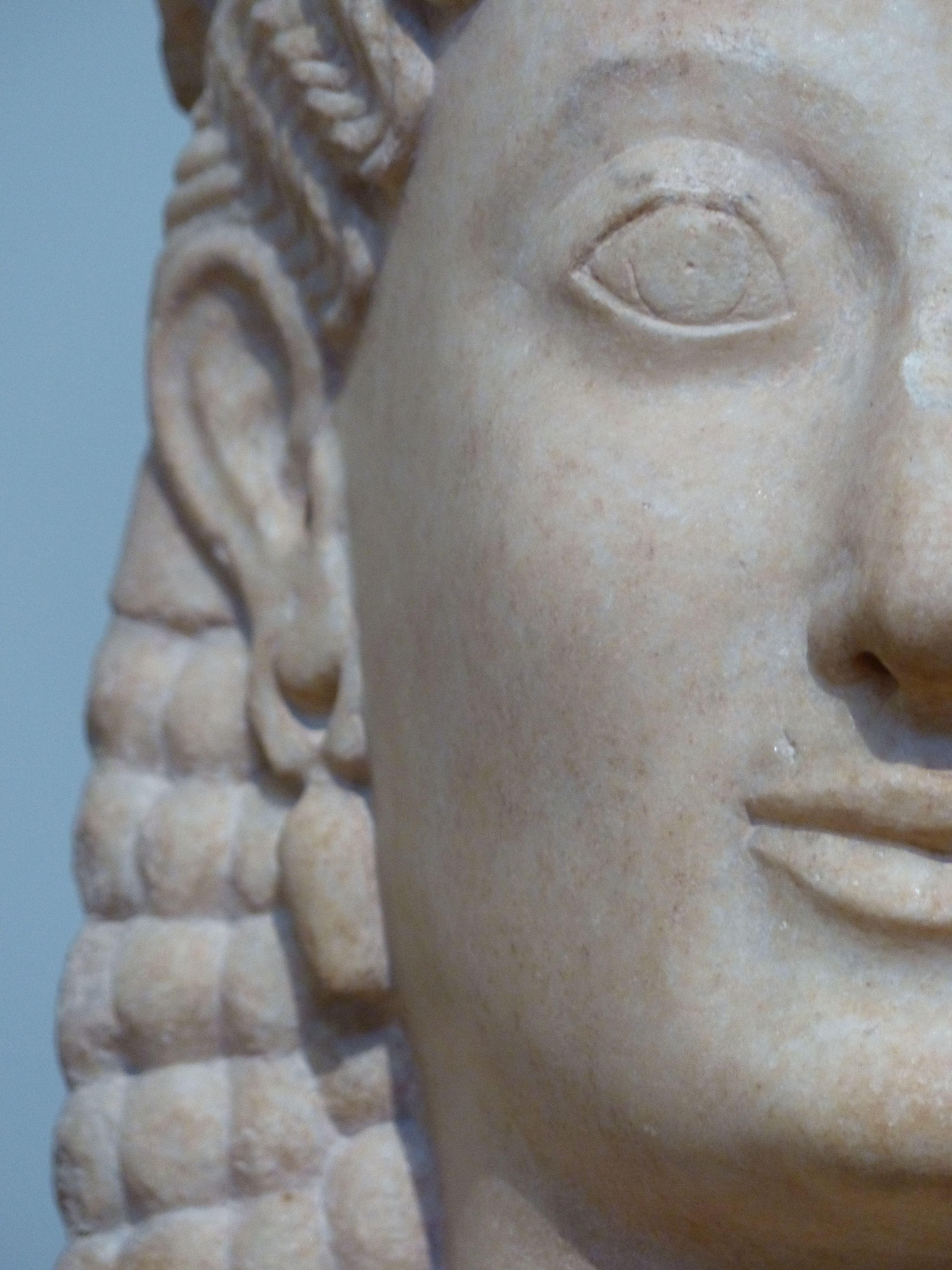
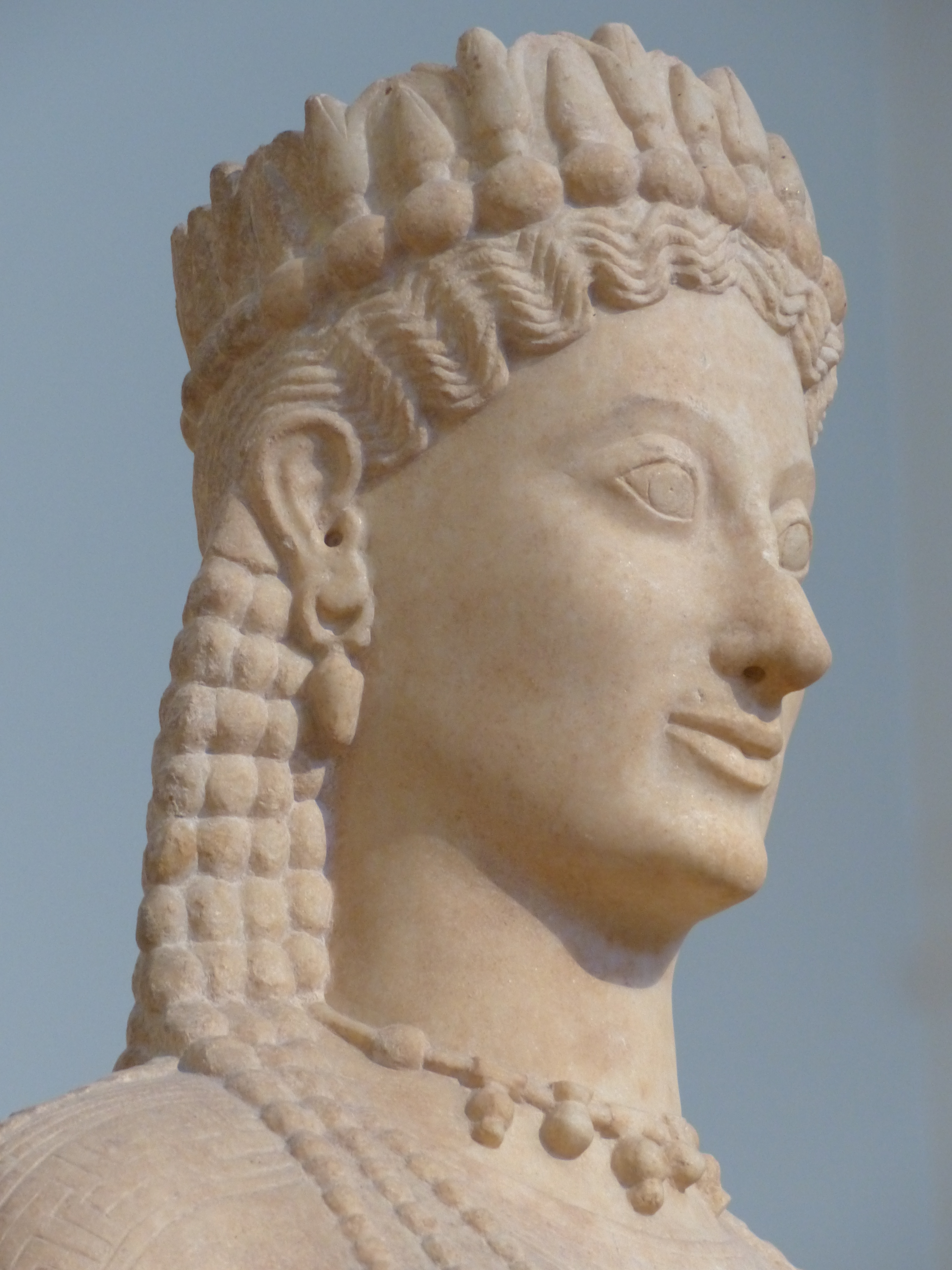
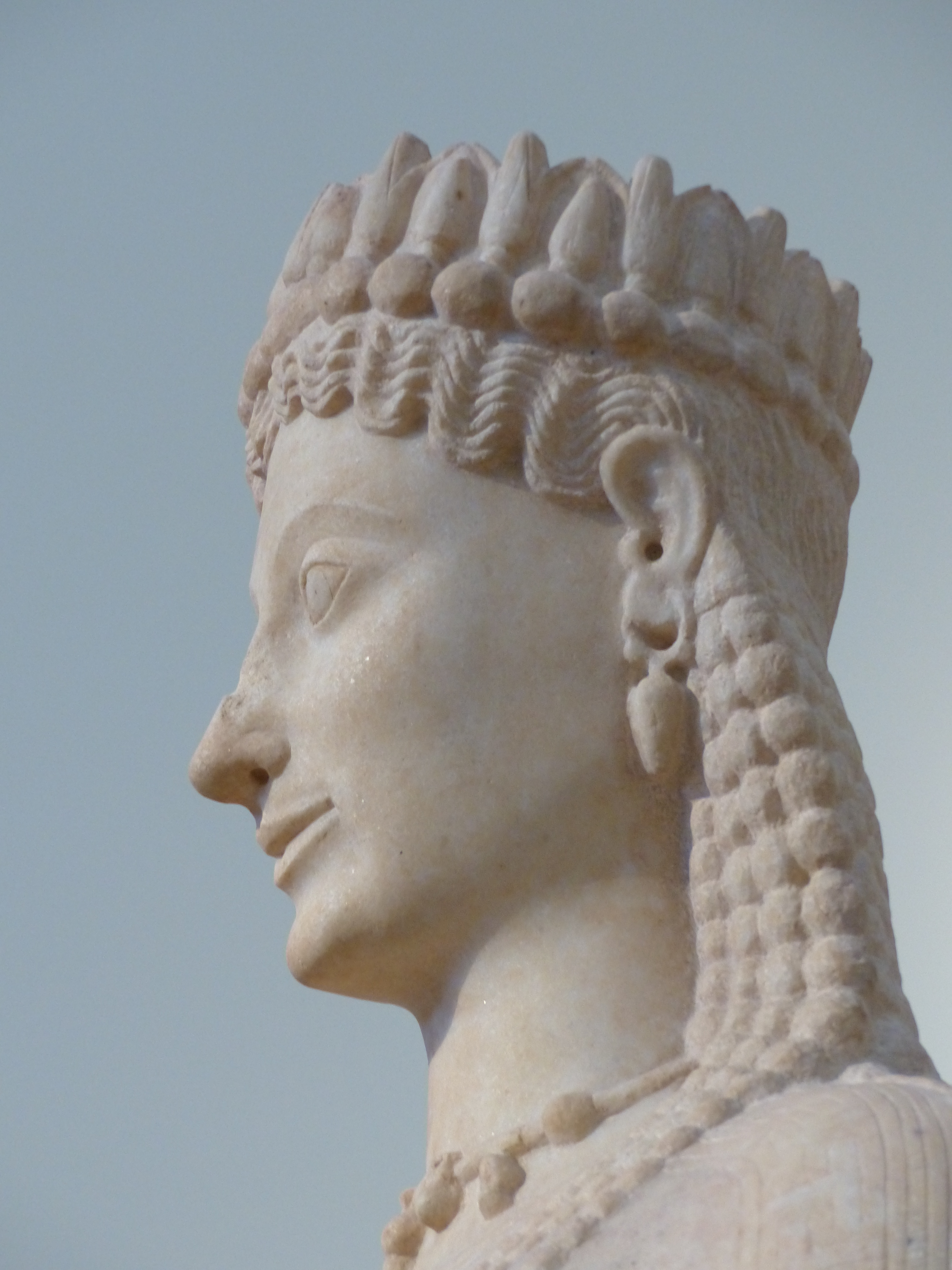
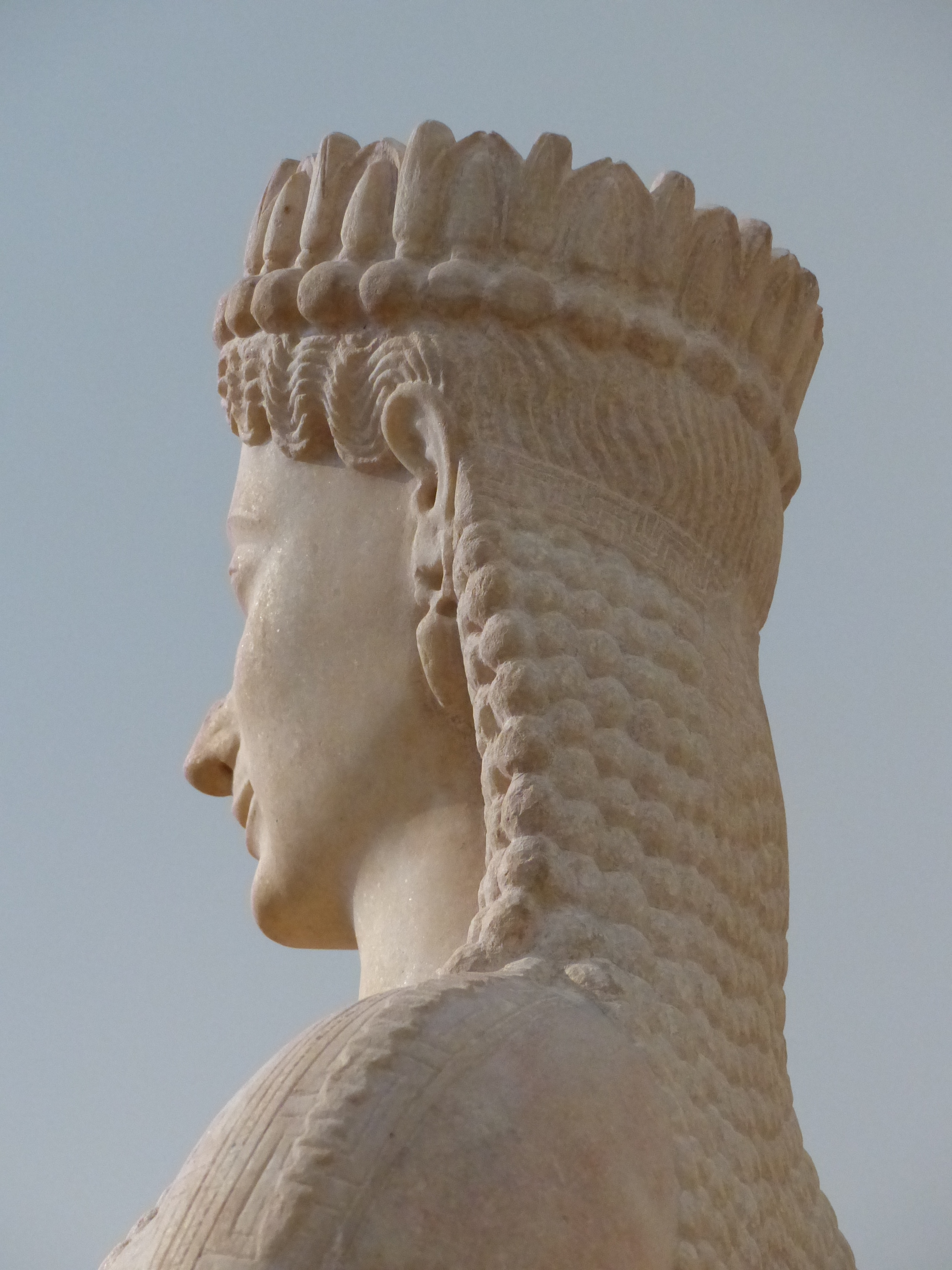
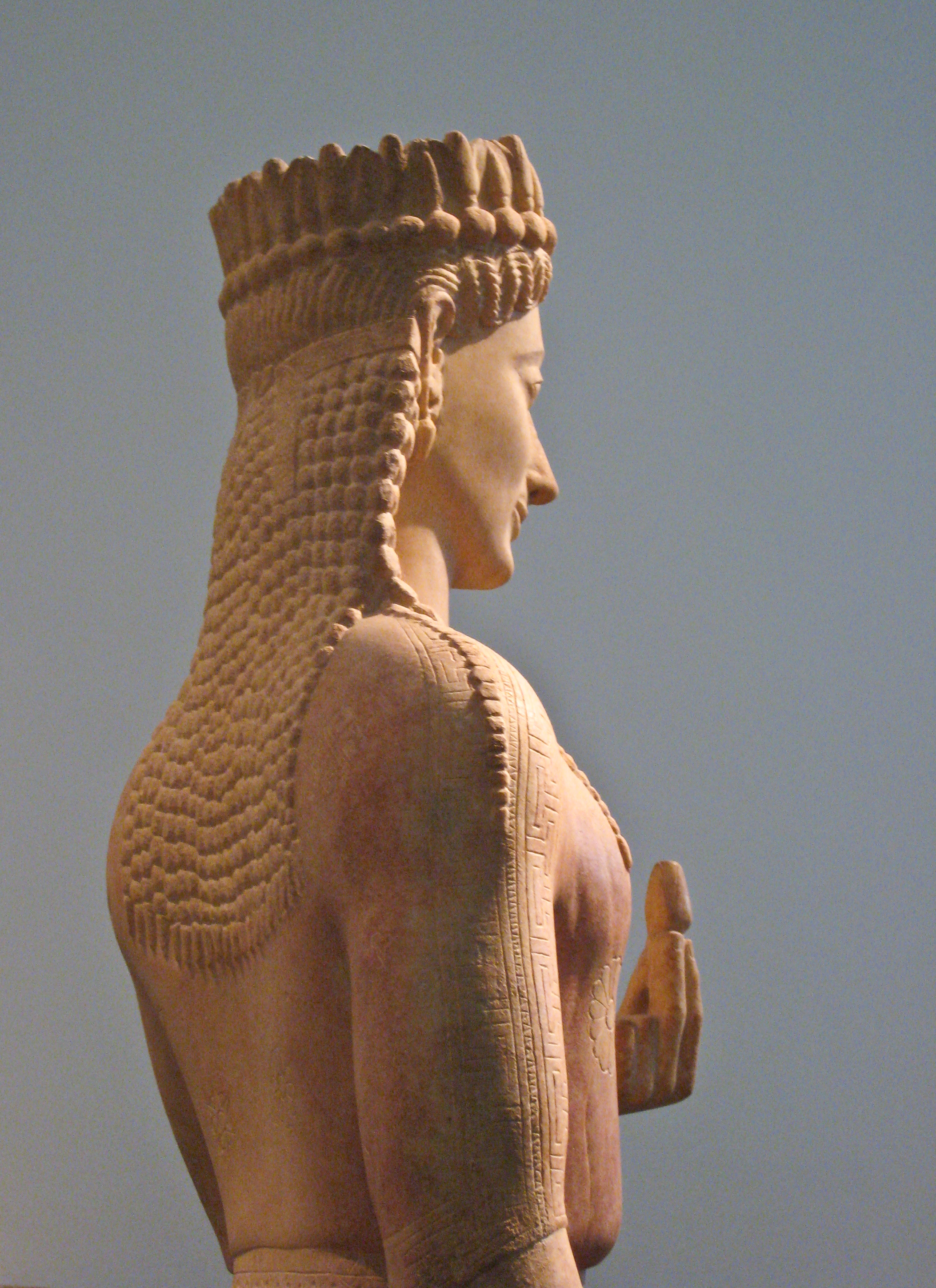
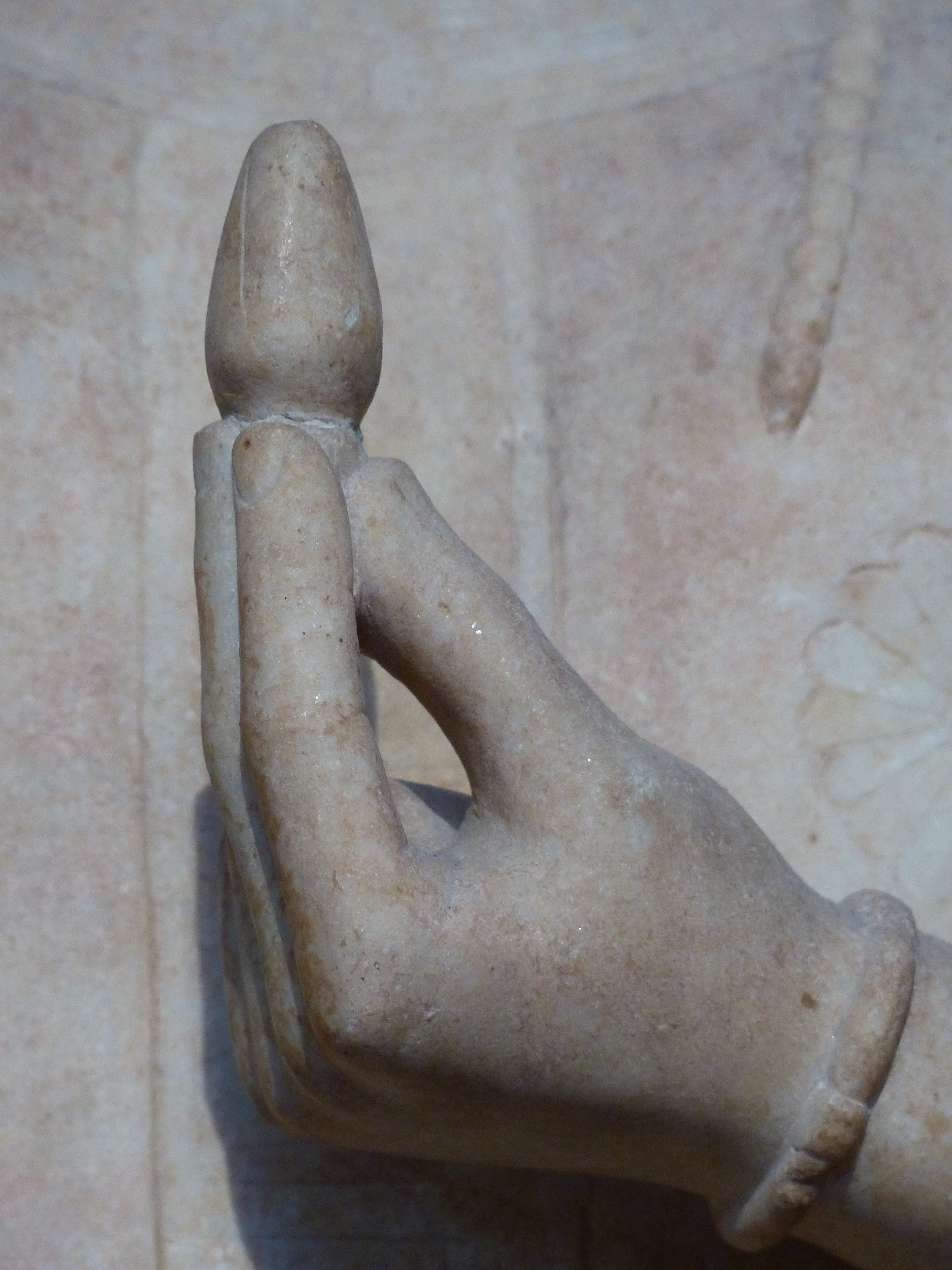
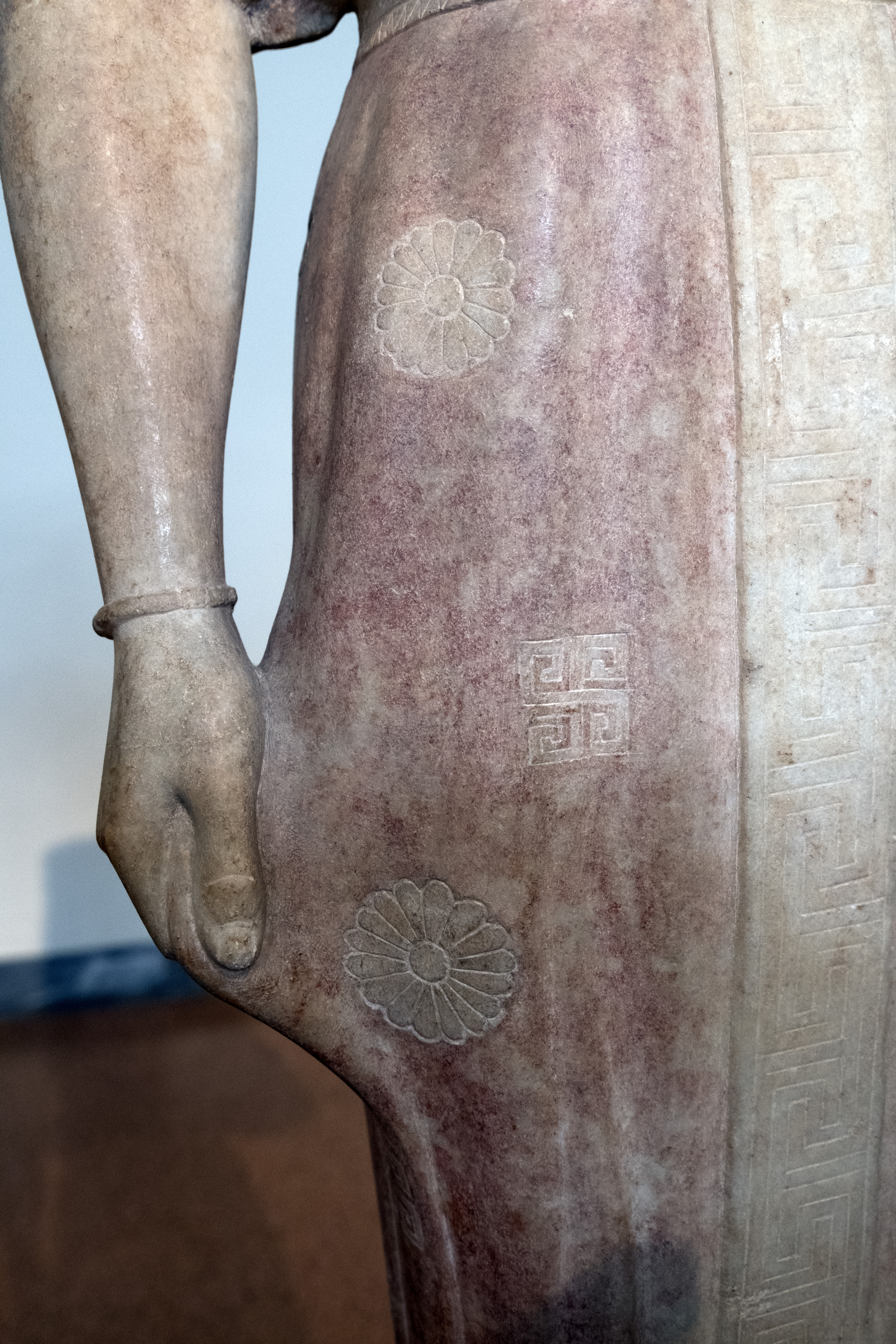
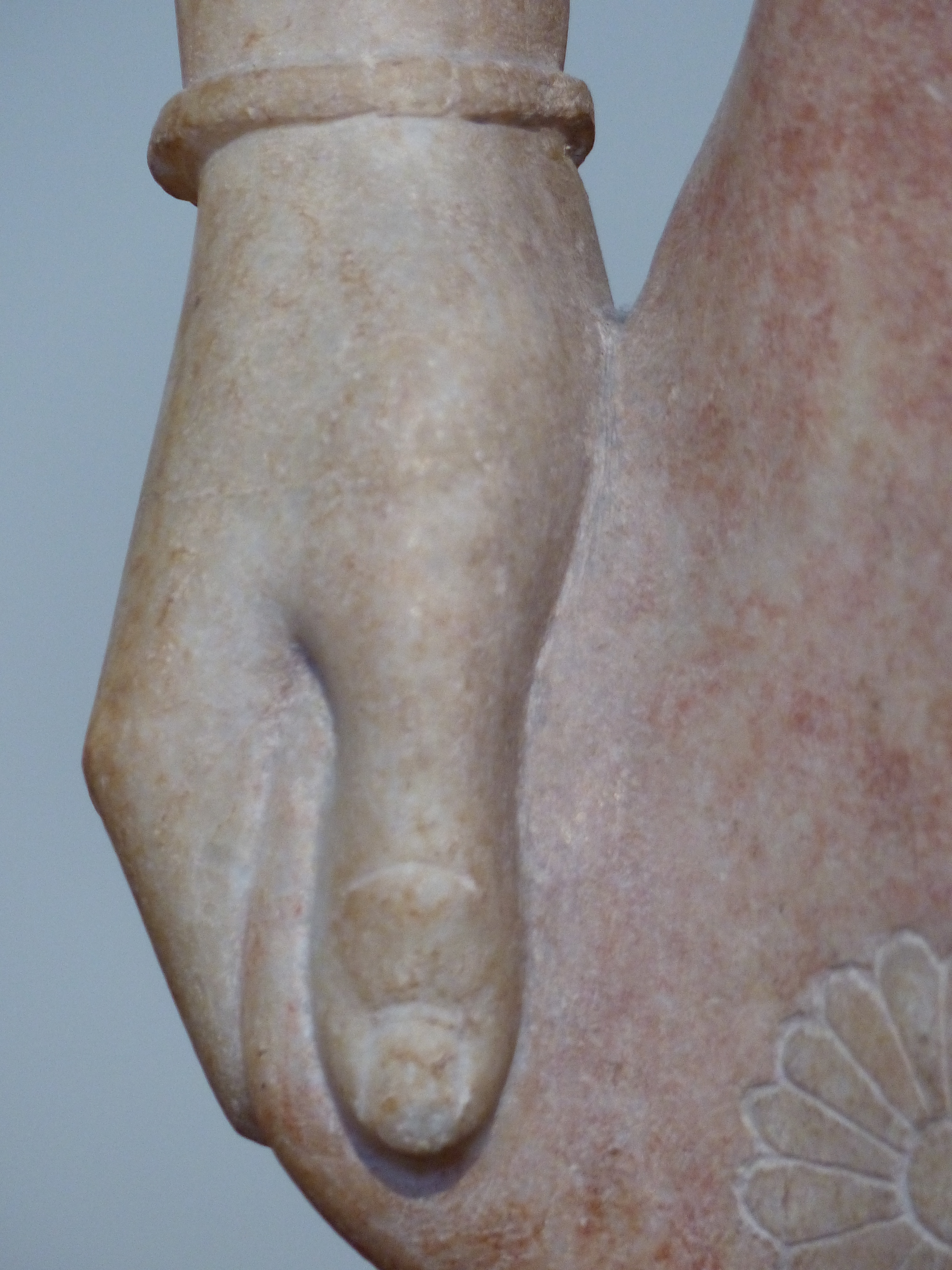
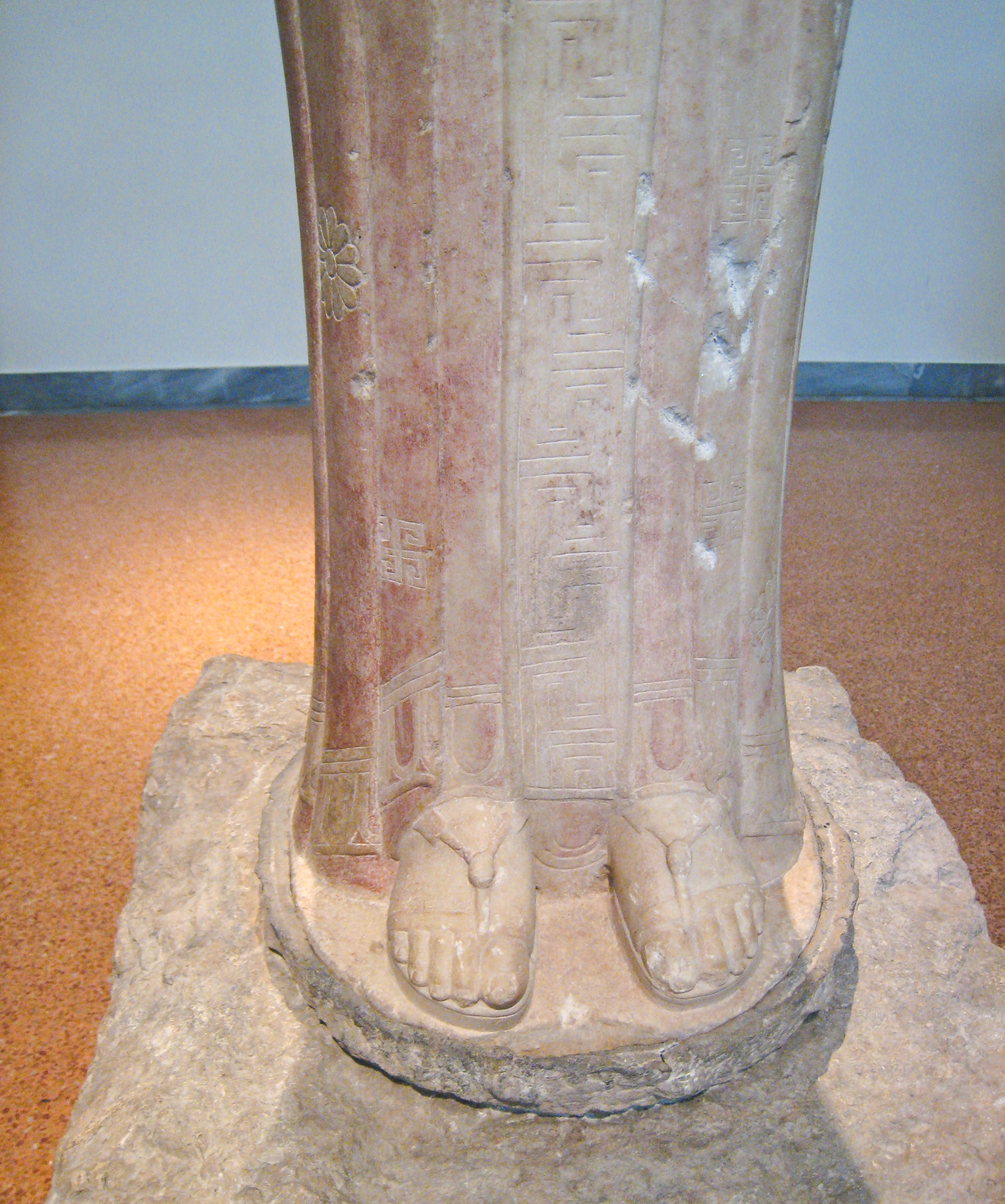
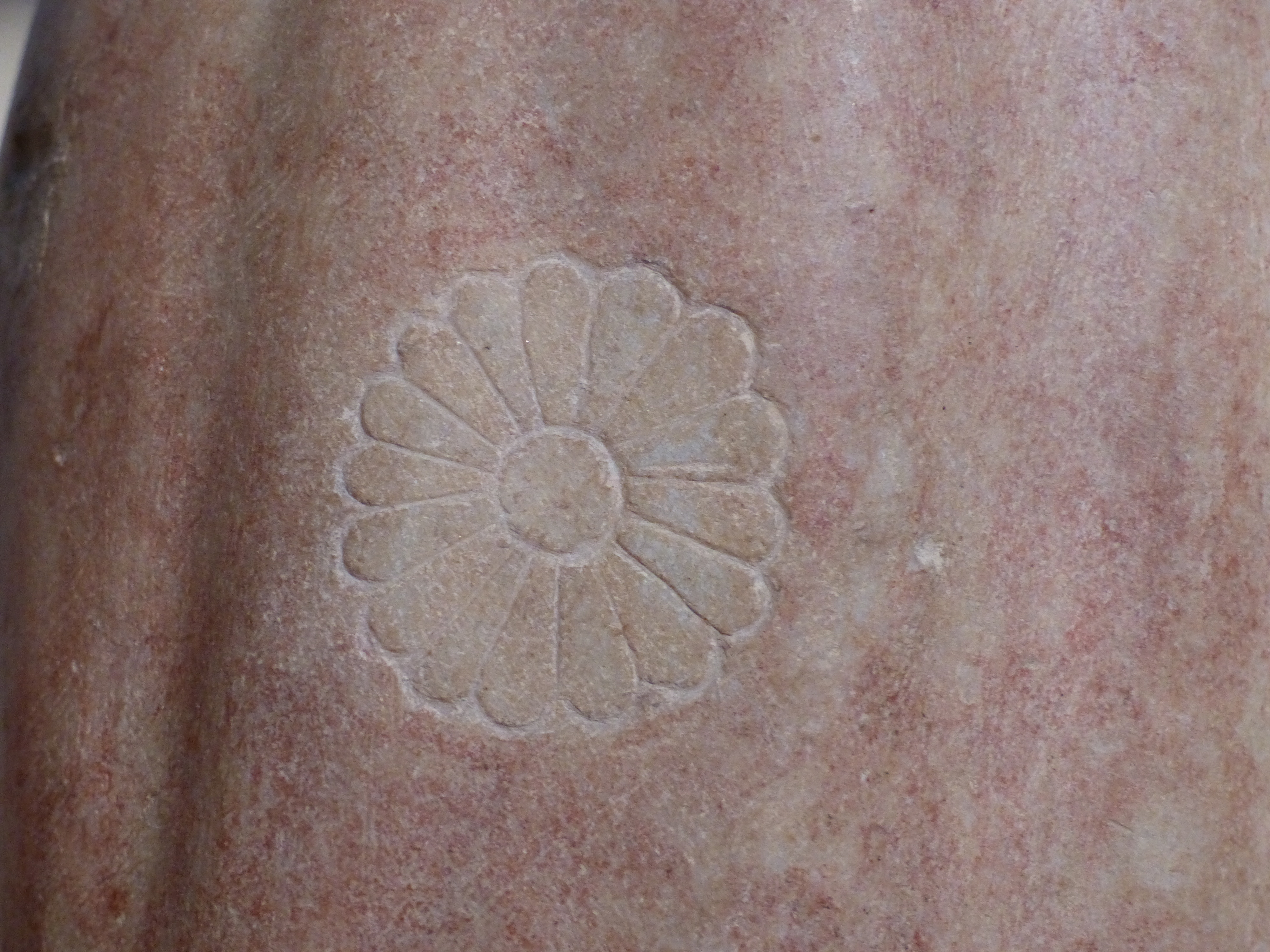
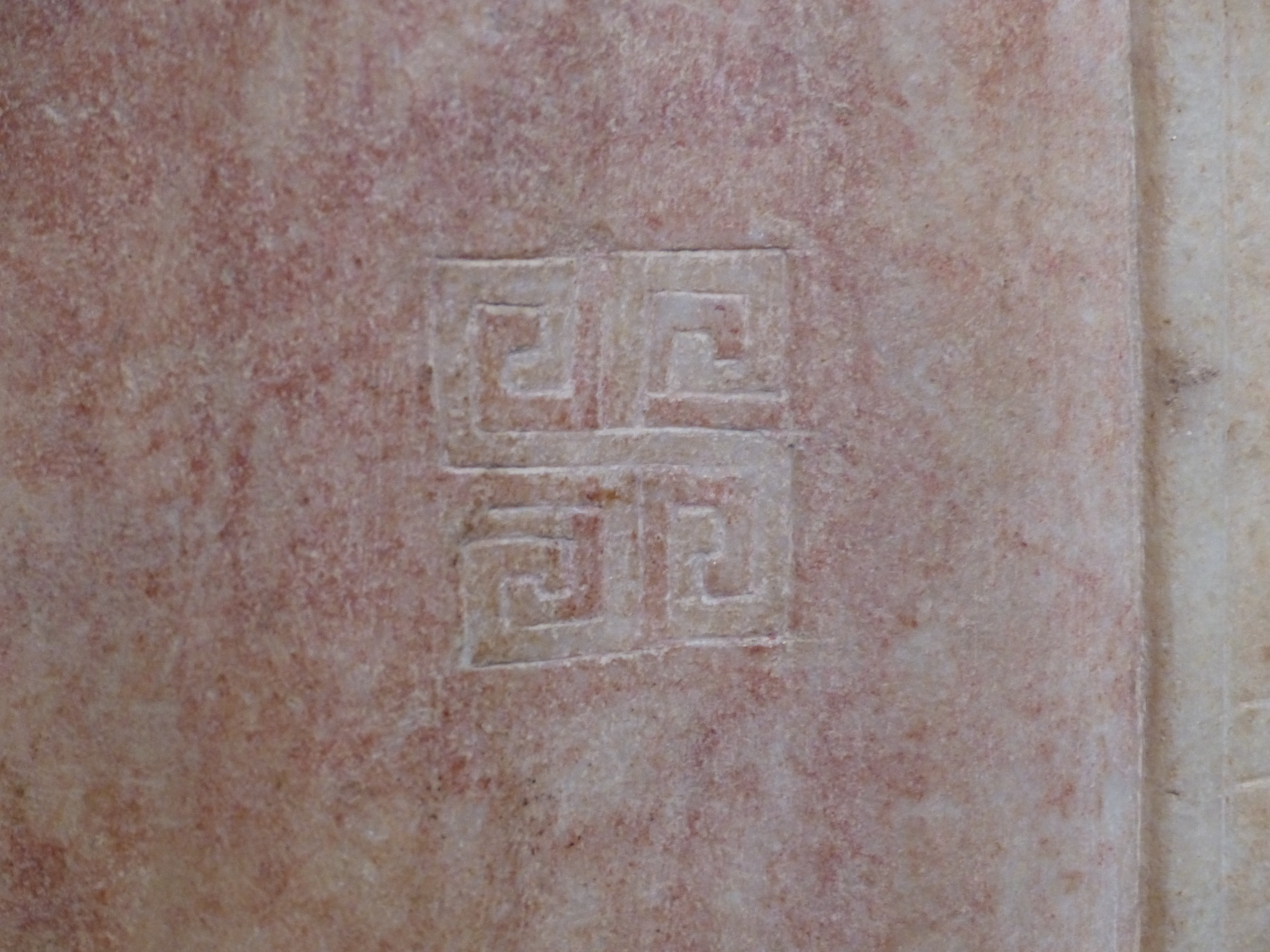